# Parship
PARSHIP est un site de rencontres sur Internet sur le principe de matchmaking. Ainsi, avant d’entrer en contact avec d’autres membres, le site invite chaque personne à effectuer un test d’affinités unique et exclusif. Les résultats permettent ensuite de proposer des profils de célibataires avec qui sont censées exister de fortes compatibilités dans le cadre d’une relation durable.

## Historique
Le site de rencontres sur Internet par affinités Parship a été créé en 2000 et mis en ligne en Allemagne le 14 février 2001, le jour de la Saint-Valentin puis en 2005 en France. En collaboration avec un psychologue diplômé, le Dr Hugo Schmale de l’université de Hambourg, PARSHIP a développé un questionnaire et un algorithme dans l’intention de rapprocher des personnes. Selon le Dr Schmale, l’algorithme s’appuie sur des théories comportementales et psychanalytiques des traits de personnalité.

## Chiffre d'affaires
| Année | Chiffre d'affaires (M€) |
| ----- | ----------------------- |
| 2007  | 46                      |
| 2008  | 53                      |
| 2009  | 56                      |

## La méthode PARSHIP
Élaboré par le professeur Hugo Schmale, professeur à l’université de Hambourg, ce test est le fruit de plus de 30 années de recherches sur la compatibilité amoureuse, et s’appuie sur l’analyse des réponses de plus de 80 000 personnes.
L’expérience développée au cours de ces années, l’étalonnage du test sur une très large population, et le travail d’une équipe de psychologues spécialisés, visent à fiabiliser l'outil.
Au travers de 80 questions, le test d’affinités évalue 30 caractéristiques personnelles liées à la relation amoureuse. L’enchaînement des questions, le recours à des associations d’image et de mises en situation visent à obtenir des résultats stables et objectifs.
Le cœur du test repose sur le pouvoir de déterminer les facteurs décisifs concernant la compatibilité entre deux personnes. Si l’on dit d’un côté que « les opposés s’attirent », l’on dit aussi de l’autre « qui se ressemble s’assemble ». L'objectif de cette étude était de déterminer le moment à partir duquel il faudrait mettre en valeur un trait de caractère commun ou complémentaire. Le résultat des tests des psychologue devrait permettre la rencontre entre deux personnes parfaitement assorties.

## Cible
Selon l’INSEE, il y aurait 35 % de personnes seules sur le territoire français, soit près de 18 millions de célibataires de plus de 18 ans (recensement de 2004).
Parmi ces célibataires, PARSHIP.fr s’adresse principalement aux 35 ans et plus, actifs, CSP+ et exigeants dans leur recherche de partenaire car ayant vécu au moins une relation durable avant leur célibat.

## Évaluation et critiques
Les critiques les plus fréquentes concernent le prix élevé des abonnements et le renouvellement automatique si la résiliation n’est pas effectuée avant la fin de l’abonnement, bien que la procédure soit clairement indiquée sur le site lors des étapes d'abonnement et de paiement. Certains se plaignent que seuls les membres Premium peuvent établir des contacts.
Le site a fait l'objet d'une plainte devant les tribunaux en Belgique. Des 80 000 membres annoncés il n'y en avait en réalité que 5 000, voire moins. En appel, les juges ont estimé que ce n'était pas si grave.[réf. nécessaire] D'autre part un observatoire des sites de rencontre affirmait en 2010 que Parship aurait publié un faux commentaire d'utilisateur afin d'améliorer son image. Parship aura finalement répondu à ces accusations en expliquant avoir copié le retour d'expérience d'un de leurs membres.

## International
L’internationalisation de PARSHIP a débuté en 2002. Parship est présent en France et dans plusieurs pays.

## Partenaires
Depuis sa création et de par son origine (filiale du groupe de presse Holtzbrinck Verlag), PARSHIP a développé une politique de partenariat forte avec les médias.
Ainsi à ce jour, ce sont près de 300 partenariats avec des médias reconnus qui ont été conclus à travers toute l’Europe, principalement des acteurs majeurs de la presse quotidienne et magazine et des portails web importants.
En France, PARSHIP produit notamment les chaînes rencontres de LeMonde.fr, Libération, 20 minutes, Le Figaro, Doctissimo, Elle…